# Ambassade des États-Unis en Afghanistan
L'ambassade des États-Unis en Afghanistan est la mission diplomatique officielle des États-Unis d'Amérique en République islamique d'Afghanistan située à Kaboul. L'ambassade est hébergée dans une chancellerie située sur Great Massoud Road dans le quartier de Wazir Akbar Khan (en) de la capitale afghane, Kaboul. Sa construction a coûté environ 800 millions de dollars. Le 15 août 2021, face à l'avancée des talibans sur Kaboul, le personnel de l'ambassade commence à être relocalisé dans des installations de fortune mais sécurisées à l'aéroport international Hamid-Karzai,,. Le bâtiment de la chancellerie ferme officiellement ses portes fin août,.
L'ambassade n'a pas d'ambassadeur officiel confirmé par le Sénat, l'ambassadeur par intérim est le chargé d'affaires Ross Wilson (en). À 8 h 30 à Kaboul, Wilson et une équipe diplomatique de base doivent maintenir les fonctions de l'ambassade à partir d'un complexe sécurisé sur l'aéroport international Hamid-Karzai, qui est complètement fermé après le départ de Wilson lors du dernier vol d'évacuation américain de Kaboul le 30 août. Les États-Unis n'ont pas de protecteur en Afghanistan. Au 31 août 2021, l'ambassade déménage à Doha, au Qatar.

## Histoire
Initialement, l'Afghanistan est desservi par la légation en Iran (Perse), William H. Hornibrook (en) en est le représentant. Une légation à Kaboul est établie en 1942, qui est élevée au rang d'ambassade en mai 1948. Louis G. Dreyfus, qui a auparavant été ministre plénipotentiaire de 1941 à 1942, devient ensuite l'ambassadeur des États-Unis en Afghanistan (en), de 1949 à 1951. En 1979, l'ambassadeur de l'époque, Adolph Dubs, est kidnappé et finalement assassiné dans des circonstances mystérieuses. L'ambassade est fermée en 1989, avant le début de la longue guerre civile suivie de la prise de contrôle des talibans. Un bureau de liaison américain est ouvert après l'opération Enduring Freedom dirigée par les États-Unis à la fin de 2001, avant la réouverture de l'ambassade en 2002. Un nouveau complexe est en construction jusqu'au début de 2006, le président américain George W. Bush et le président afghan (en) Hamid Karzai participent à la cérémonie d'inauguration. Le département d'État américain prévoit de dépenser 500 millions de dollars supplémentaires pour agrandir davantage ses locaux, qui doivent être achevés en 2014. Cependant, le département d'État américain repousse la date d'achèvement à juillet 2016. Le coût final de la chancellerie est de 792 millions de dollars.

### Opération Enduring Freedom
Au cours des toutes premières phases de l'opération Enduring Freedom, un petit détachement de Marines américains de la Kilo Battery du 3e bataillon du 10e Marines (en), accompagné d'une équipe de quatre hommes scouts/snipers du 3e bataillon du 6e Marines, attaché à la 26 MEU (en), qui s'est spécialisé dans le renforcement des ambassades est chargé de reprendre l'ambassade des États-Unis à Kaboul au début de décembre 2001. Cette unité participe à l'une des plus longues opérations amphibies de l'histoire du Corps des Marines, commençant l'assaut en LCAC au Pakistan, puis passant par l'aérodrome de Bagram avant que l'aérodrome ne soit complètement sécurisé par les troupes américaines et de la coalition. Les Marines installent un camp à l'intérieur d'un bâtiment d'usine et assurent le transport local sous la forme de bus privés afghans conduits par des Marines pour dissimuler leur assaut imminent contre l'ambassade. Ils partent tôt le matin et sécurisent  l'ambassade jusqu'à l'arrivée des services de sécurité diplomatiques pour gérer correctement les informations sensibles qui sont toujours enfermées dans l'ambassade et pour mesurer l'adéquation du complexe à une présence américaine continue sur le site. Plus tard dans le mois, les Marines de cette unité sont les premiers à hisser le drapeau américain depuis la fermeture de l'ambassade en 1989. C'est le même drapeau qui a flotté sur l'ambassade des États-Unis à Kaboul le jour de sa fermeture en 1989.

### Attaques en septembre 2011
Des insurgés talibans lourdement armés et portant des ceintures explosives frappent plusieurs bâtiments à Kaboul le 13 septembre 2011 et au moins 7 personnes sont tuées et 19 blessées. L'ambassade des États-Unis fait partie des bâtiments visés et plusieurs demandeurs de visa afghans qui attendent à l'ambassade sont blessés. Aucun membre du personnel de l'ambassade n'est blessé dans l'incident,. Les États-Unis blâment l'armée pakistanaise et son réseau d'espionnage Inter-Services Intelligence (ISI) pour l'attaque,. Une autre attaque meurtrière contre une annexe de l'ambassade a lieu plus tard le même mois.

### Attaques d'avril 2012
Dans le cadre d'une série d'attaques coordonnées à l'échelle nationale, des éléments talibans attaquent l'ambassade le 15 avril 2012. L'attaque est défaite par les forces de sécurité afghanes. Le général John Allen, commandant de la Force internationale d'assistance et de sécurité, déclare qu'il est "extrêmement fier" de la réponse montée par les forces de sécurité afghanes. Il a ajouté: "Personne ne sous-estime la gravité des attaques, et nous travaillerons dur pour déterminer les circonstances qui ont conduit aux événements d'aujourd'hui.".

### Attaques de septembre 2019
Le 11 septembre 2019, une roquette explose à l'ambassade, marquant une attaque à l'occasion du 18e anniversaire des attentats du 11 septembre.

### Épidémie de COVID-19 en juin 2021
La troisième vague de l'épidémie de COVID-19 en Afghanistan entraîne l'infection de 159 employés de l'ambassade au 22 juin 2021. Il y a plusieurs évacuations médicales et au moins un décès. Un rapport de la mi-juin décrit le COVID-19 comme en "augmentation" dans l'ambassade, qui ferme peu de temps après. Le télétravail est obligatoire pour tout le personnel, tout comme le respect des exigences de distanciation sociale.

### Retrait des États-Unis d'Afghanistan en 2021
Le 14 avril 2021, le président Biden annonce son intention de retirer toutes les troupes américaines régulières d'Afghanistan d'ici le 11 septembre 2021. Le 27 avril, le département d'État ordonne aux employés de l'ambassade de Kaboul de partir si leur « fonction peut être exercée ailleurs ». Il n'est pas attendu que cette décision réduise la capacité de l'ambassade. À l'époque, l'offensive talibane n'a pas encore commencé.
Le départ des forces militaires américaines d'Afghanistan doit voir environ 650 Marines rester pour protéger les diplomates et l'ambassade, qui doit reste ouverte indéfiniment. De plus, certains doivent aider à garder l'aéroport international Hamid-Karzai de Kaboul, considéré comme une « exigence essentielle pour garder tout personnel diplomatique américain en Afghanistan ». La sécurité des aéroports doit initialement être déléguée à la Turquie après le retrait, avant que l'offensive rapide des talibans ne menace Kaboul en quelques jours. Le contre-amiral Peter Vasely dirigé la mission de sécurité de 650 hommes de l'ambassade.
Le 2 juillet, le secrétaire à la Défense Lloyd Austin approuve les US Forces Afghanistan Forward (en), un nouveau commandement pour les troupes restant en Afghanistan pour l'ambassade et la sécurité aéroportuaire. Vasely devient l'officier supérieur de l'armée américaine à Kaboul et le chef du commandement, il est soutenu par la Defense Security Cooperation Agency au Qatar et relève de l'US Central Command (le commandement militaire responsable du Moyen-Orient), commandé par le commandant général Kenneth F. McKenzie Jr..
Le 7 août, l'ambassade émet une alerte de sécurité exhortant tous les Américains à quitter immédiatement l'Afghanistan en raison des menaces croissantes pour la sécurité résultant de l'offensive des talibans en cours et d'une réduction du personnel de l'ambassade. L'ambassade offre des prêts de rapatriement aux citoyens américains pour quitter le pays sur des compagnies aériennes commerciales. À la suite de l'offensive continue des talibans, le département d'État envisage une évacuation de l'ambassade.
Afin d'éviter d'avoir à évacuer l'ambassade, les négociateurs américains auraient demandé aux talibans l'assurance qu'ils n'attaqueraient pas l'ambassade s'ils envahissent Kaboul.
Des responsables de l'ambassade se seraient affrontés avec des responsables du Pentagone pour savoir s'il fallait ou non réduire l'empreinte diplomatique américaine alors que les forces militaires se retirent.

#### Évacuation partielle de l'enceinte de l'ambassade
Le 12 août, le département d'État annonce une évacuation partielle de l'ambassade. 3 000 soldats et marines américains sont temporairement déployés à Kaboul pour évacuer 4 000 membres du personnel de l'ambassade, dont 1 400 citoyens américains. Le porte-parole du département d'État (en), Ned Price (en), souligne que l'ambassade « reste ouverte » avec une « présence diplomatique de base » restante. Dans le cas où les forces talibanes attaqueraient l'ambassade au milieu de l'évacuation, une force de contingence de 3 500 soldats est envoyée au Koweït,.
Le 13 août, Price déclare que les talibans ont accepté de ne pas attaquer les installations diplomatiques, bien qu'il souligne que les États-Unis « ne vont pas faire confiance à ce que disent les talibans » et vérifieront leurs intentions par le biais du renseignement. Le personnel de l'ambassade reçoit l'ordre de détruire les documents classifiés, les appareils électroniques et les équipements, ainsi que les drapeaux américains qui pourraient être « outragés » à des fins de propagande. Citant des responsables anonymes, Politico rapporte que le département de la Défense se prépare à une évacuation complète et à la fermeture de l'ambassade et que l'USCENTCOM considère un tel événement comme « inévitable ».

#### Évacuation vers l'aéroport international Hamid-Karzaï
Le 14 août, des soldats et des Marines déjà à Kaboul renforcent la sécurité de l'aéroport international Hamid-Karzai en évacuant le personnel diplomatique et les employés et traducteurs de l'ambassade afghane. Des avions d'évacuation militaires commencent à voler quotidiennement et le nombre de bénéficiaires évacués (afghans qui ont aidé les américains et qui risquent des représailles des talibans) augmente. Le porte-parole Price déclare qu'en cas d'urgence, les opérations de l'ambassade peuvent être transférées à l'aéroport. Le président Biden déploie en outre 1 000 soldats supplémentaires de la 82e division aéroportée à Kaboul pour assurer une sécurité supplémentaire,.
Le 14 août également, le département d'État demande l'aide de groupes humanitaires pour identifier les afghans ayant besoin d'être évacués. À partir du week-end du 14 au 15 août, des groupes informels d'ONG américaines, d'anciens combattants afghans et d'anciens fonctionnaires et diplomates commencent à tenter d'évacuer les afghans locaux en attendant les évacuations officielles du département d'État ou le traitement des demandes. Ces individus tirent parti de liens avec des membres du Congrès, et des responsables du département d'État et de la Défense pour aider les évacués, estimant que le processus formel est trop bureaucratique et lent. La section consulaire de l'ambassade commence également à solliciter des informations auprès de citoyens américains non diplomatiques cherchant à être évacués d'Afghanistan.
Au matin du 15 août, les forces talibanes encerclent Kaboul et envoient des combattants non armés pour négocier un « transfert pacifique du pouvoir,. » Les porte-parole des talibans affirment être en négociations avec le gouvernement afghan et déclarent que leurs combattants ont reçu l'ordre de ne pas entrer dans la ville. Le même jour, selon la BBC, l'ambassadeur américain par intérim Ross Wilson « fuit l'ambassade » pour l'aéroport Hamid-Karzai hautement sécurisé.
Des hélicoptères militaires effectuent des voyages répétés pour transporter tous les diplomates et responsables américains de l'ambassade à l'aéroport, tirant des leurres pour dissuader les attaques de roquettes des talibans. Des troupes, des entrepreneurs et des civils attendent également leur évacuation à l'aéroport. La « présence diplomatique de base » que le département d'État déclare maintenir en Afghanistan le 12 août est déplacée vers un nouvel emplacement sécurisé à l'aéroport Hamid-Karzaï,,.
Selon certaines sources, Zalmay Khalilzad, représentant spécial américain pour la réconciliation en Afghanistan et négociateur en chef des pourparlers de paix de Doha au Qatar avec les talibans, aurait demandé aux talibans de ne pas entrer à Kaboul tant que les États-Unis n'ont pas évacué environ 10 000 citoyens américains, le personnel de l'ambassade et les Afghans bénéficiaires, travailleurs et traducteurs qui ont aidé les Américains. Les talibans répliquent en exigeant la fin des frappes aériennes américaines contre leurs forces. Peu après 14 h 0 UTC (18 h 30 en Afghanistan), certaines forces talibanes entrent dans Kaboul, bien que la plupart des combattants restent à la périphérie de la ville. Le président Ashraf Ghani s'est enfui au Tadjikistan ou en Ouzbékistan peu de temps auparavant et le vice-président (en) Amrullah Saleh est également parti. Les forces talibanes affirment rechercher un « transfert de pouvoir pacifique et satisfaisant. » Environ dix minutes plus tard, des combattants talibans entrent dans la ville et occupent des quartiers pour « empêcher le pillage » et « maintenir l'ordre » après la fuite des forces de la République islamique d'Afghanistan, ainsi, Kaboul tombe sans combat,,,,.
Plus tard, le ministre de l'Intérieur (en) par intérim de l'Afghanistan, Abdul Sattar Mirzakwal (en), annonce que le gouvernement afghan de la république islamique d'Afghanistan, soutenu par l'Occident, se rend aux talibans. Mirzakwal déclare également que les talibans vont prendre le contrôle du pays par le biais d'un gouvernement intérimaire,.

#### Comparaisons avec la chute de Saigon
Les observateurs de la presse et des médias comparent l'évacuation rapide de l'ambassade à la chute de Saïgon en 1975, qui a vue l'Armée populaire nord-vietnamienne prendre Saïgon, la capitale sud-vietnamienne. De plus, la guerre du Viêt Nam et la guerre en Afghanistan sont toutes deux citées comme des campagnes américaines de longue durée dans des guerres étrangères avec des résultats douteux. Les deux évacuations sont décrites comme frénétiques, et l'image emblématique de réfugiés sud-vietnamiens fuyant en hélicoptère sur un toit est comparée à l'utilisation d'hélicoptères en 2021 lors de l'évacuation de l'ambassade de Kaboul. Alors que le bâtiment sur la photographie de 1975 est souvent identifié à tort comme l'ambassade des États-Unis (en) à Saïgon, il s'agit en fait d'un immeuble d'appartements voisin,,,,,,,.
Le 8 juillet, avant que les talibans prennent des capitales provinciales, le président Biden déclare qu'« il n'y aura aucune circonstance où vous verrez des gens être soulevés du toit d'une ambassade [comme à Saïgon] ... [les situations ne sont] pas du tout comparable. »
Le 13 août, avant que les forces talibanes n'encerclent Kaboul, le chef de la minorité républicaine au Sénat, Mitch McConnell, qualifie les actions de Biden de quitter les États-Unis comme « se précipitant vers une suite encore pire de la chute humiliante de Saïgon. » Le 14 août, le représentant républicain Steve Scalise qualifie l'évacuation de « moment de Biden à Saïgon. » Le 15 août, le secrétaire d'État Antony Blinken rejette explicitement la comparaison, affirmant que « ce n'est pas Saïgon. » Blinken cite la présence militaire plus importante, qui, selon lui, créé une évacuation plus ordonnée,. La représentante démocrate Stephanie Murphy déclare : « Je sais à quoi ressemble un départ ordonné. Je suis déçue que ce soit la façon dont nous nous retirons. »
Dans ses remarques du 16 août sur la chute de l'Afghanistan, Biden compare la guerre en Afghanistan à la guerre du Vietnam mais ne mentionne pas l'évacuation de Saïgon.

#### Enceinte de l'aéroport
Le 15 août, Blinken déclare que l'ambassade est déplacée à l'aéroport international Hamid-Karzai, sous la garde des États-Unis, de l'OTAN, de la république islamique d'Afghanistan et des forces de sécurité privées afghanes.
Les troupes américaines sont employées en partie pour dissuader la mutinerie des entrepreneurs afghans qui n'ont pas encore assuré un passage sûr hors du pays. L'ambassadeur en Afghanistan (en), le chargé d'affaires Ross Wilson (en), est évacué vers l'aéroport vers 19h50 heure locale (15h15 UTC), le drapeau américain de l'ambassade est également envoyé à l'aéroport. À 19h00 heure locale (14h30 UTC), tout le personnel de l'ambassade est transféré à l'aéroport,.
Vers 20 h 10, des coups de feu sont signalés à l'aéroport. Les citoyens américains de la région reçoivent l'ordre de se mettre à l'abri,. Le secrétaire à la Défense Lloyd Austin autorise le déploiement de 1 000 soldats supplémentaires à Kaboul dans un contexte de détérioration de la situation, qui font partie des 3 500 soldats envoyés au Koweït le 12 août en tant que force de réserve d'urgence.
Des articles de presse antérieurs suggèrent que l'ambassade allait être fermée une fois que tout le personnel diplomatique aurait été évacué,,, mais des rapports ultérieurs déclarent que « certains membres du personnel » continuent leur travail à partir d'un complexe de l'aéroport Hamid-Karzai fortement gardé tandis que l'ambassade est fermée le 17 août. Au début du 15 août, les États-Unis prévoient de faire évacuer tout le personnel de l'enceinte de l'ambassade dans les prochaines 72 heures. Le chargé d'affaires et ambassadeur par intérim Ross Wilson et une équipe diplomatique de base doivent rester à l'aéroport Hamid-Karzai pour une durée indéterminée. Le 16 août à 1 h 30, 500 des 4 000 employés de l'ambassade américaine, afghans et américains, sont évacués. Ce nombre n'inclut pas les familles des employés afghans locaux,. Des rapports plus tard dans la journée indiquent que les États-Unis commencent à donner la priorité à l'évacuation des américains par rapport aux afghans à visa d'immigrant spécial. Plus tard dans la journée, les troupes américaines prennent le contrôle du trafic aérien à l'aéroport et arrêtent les vols commerciaux. Également à la même heure, CNN rapporte que les États-Unis commencent à réduire les vols pour les afghans afin de donner la priorité aux évacués américains, le département d'État déclare qu'il va accélérer les évacuations des américains et des afghans.
Au matin du 16 août, les États-Unis continuent à évacuer leur personnel à bord d'avions militaires depuis la partie militaire sécurisée et gardée de l'aéroport Hamid-Karzai. Le département d'État confirme que tout le personnel de l'ambassade est évacué vers l'aéroport. Des reportages dans les médias et des vidéos en ligne publiés depuis l'aéroport montrent la partie civile en désarroi, des civils afghans prenant d'assaut l'aéroport tentent désespérément de sécuriser le passage ou de monter dans des avions. En réponse, les soldats américains prennent le contrôle de la partie civile,,. L'Autorité de l'aviation civile afghane (en) suspend les vols civils à destination et en provenance de Kaboul. De 18h15 à 19h00 heure locale (13h45 UTC à 14h30 UTC), les États-Unis suspendent leurs vols en raison de l'encombrement des pistes par des civils afghans. Les forces talibanes dans les véhicules blindés capturés tentent de repousser les foules croissantes et de maintenir l'ordre.
À 19 h 45, le porte-parole des talibans Suhail Shaheen (en) déclare que « [les talibans] assurent à tous les diplomates, ambassades, consulats et travailleurs humanitaires, qu'ils soient internationaux ou nationaux, que non seulement aucun problème ne sera créé pour eux [par les talibans], et qu'un environnement sécurisé sera fourni. » Vers 20 h 0, un correspondant de CBS rapporte que la situation à l'aéroport Hamid-Karzai pousse les États-Unis à envisager de mettre fin à l'évacuation une fois tous les Américains évacués, laissant les afghans derrière.
Vers 20 20, les États-Unis interrompent de nouveau tous les vols à destination et en provenance de Kaboul, militaires et civils. À midi, environ 3 000 des 6 000 soldats américains prévus à l'aéroport sont arrivés. Simultanément, des avions de guerre américains et des drones armés survolent l'aéroport. Deux assaillants armés sont tués et un blessé par les troupes américaines dans le périmètre de l'aéroport, ils font partie d'une foule plus nombreuse envahissant l'aéroport, un soldat américain est blessé dans l'incident. Une deuxième "menace hostile" ne fait aucune victime. Aucune ingérence des talibans dans l'évacuation n'est confirmée. À peu près au même moment, des civils afghans envahissent le côté civil de l'aéroport, le Pentagone déclare que les forces américaines "travaillent pour rétablir la sécurité",. Trois Afghans décèdent après s'être accrochés aux coques d'avions en mouvement et être tombés, dans le chaos de la foule envahissant l'aéroport et s'accrochant aux avions, sept personnes au total meurent. Le bureau des enquêtes spéciales de l'Air Force ouvre une enquête sur les décès du 17 août, il reçoit l'aide de l'Air Mobility Command et de « partenaires internationaux » non spécifiés.
Dans la soirée du 16 août, l'Autorité de l'aviation civile afghane (ACAA) déclare que tout l'espace aérien afghan est « libéré à l'armée », bien qu'elle ne précise pas si cela signifie l'effondrement des Forces nationales de sécurité afghanes, les forces américaines contrôlant déjà le trafic aérien de l'aéroport. L'ACAA cite le chaos en cours à l'aéroport, qui voit des afghans désespérés franchir les cordons et grimper à l'extérieur des avions, et confirme sa cession de contrôle et la suspension de tous les vols militaires et civils à l'intérieur et à l'extérieur du pays, les avions en l'air sont déroutés vers les pays voisins,. Le 17 août à 00 30, environ 100 des 4 000 membres du personnel de l'ambassade sont toujours à l'aéroport. Les responsables américains de la défense annoncent la reprise des vols vers 2 h 5, comme les vols civils sont interrompus depuis le 15 août, la reprise ne s'applique qu'aux vols militaires.
En début de journée le 17 août, les foules se dispersent et les forces américaines et européennes peuvent rétablir l'ordre. Vers 8 h 0, un Afghan est retrouvé mort dans le passage de roue d'un avion américain,,. Plus tard dans la journée, l'attaché de presse du Pentagone, John Kirby, déclare que les États-Unis seront bientôt en mesure d'évacuer 5 000 à 9 000 personnes par jour et que le département de la Défense parle directement avec les talibans, qui contrôlent tous les accès extérieurs à l'aéroport et, selon Kirby , n'entravent aucun passage là-bas. L'aéroport rouvre également aux « vols commerciaux limités », qui ont été interrompus le 16 août lorsque les forces américaines ont pris le contrôle du trafic aérien. La situation à l'extérieur de l'aéroport se détériore car les troubles publics forcent les gardes du périmètre de l'aéroport afghan à intervenir, et les points de contrôle des talibans dans toute la ville ralentissent et empêchent parfois l'arrivée d'interprètes afghans et américains. Le conseiller à la sécurité nationale, Jake Sullivan, déclare que « dans l'ensemble… les gens ont pu se rendre à l'aéroport », bien qu'il reconnaisse que les États-Unis sont en pourparlers avec les talibans au sujet de cas où des évacués sont « refoulés ou repoussés ou même battus ».
Dans la nuit du 17 au 18 août, 1 000 soldats supplémentaires arrivent, portant le nombre total à l'aéroport à 4 000. Pendant la nuit également, 700 Afghans et 165 Américains sont évacués.
Le président Biden insiste sur le fait que les récents déploiements, qui portent le nombre total de soldats américains en Afghanistan à environ 7 000 (dont seulement 4 000 sont arrivés à l'aéroport), ne sont pas à des fins de combat et n'affectent pas la date d'évacuation militaire qu'il s'est lui-même imposée du 31 août 2021,,,. Tout le personnel de l'ambassade est évacué le 28 août, et Wilson part sur le dernier vol militaire américain hors du pays à 23h59 heure locale le 30 août. Aucun protecteur en Afghanistan n'est désigné par les États-Unis. Au 31 août, l'ambassade est transférée au Qatar et se concentre principalement sur l'effort d'évacuation, le traitement des visas pour les personnes quittant l'Afghanistan.